# 塞爾察赫

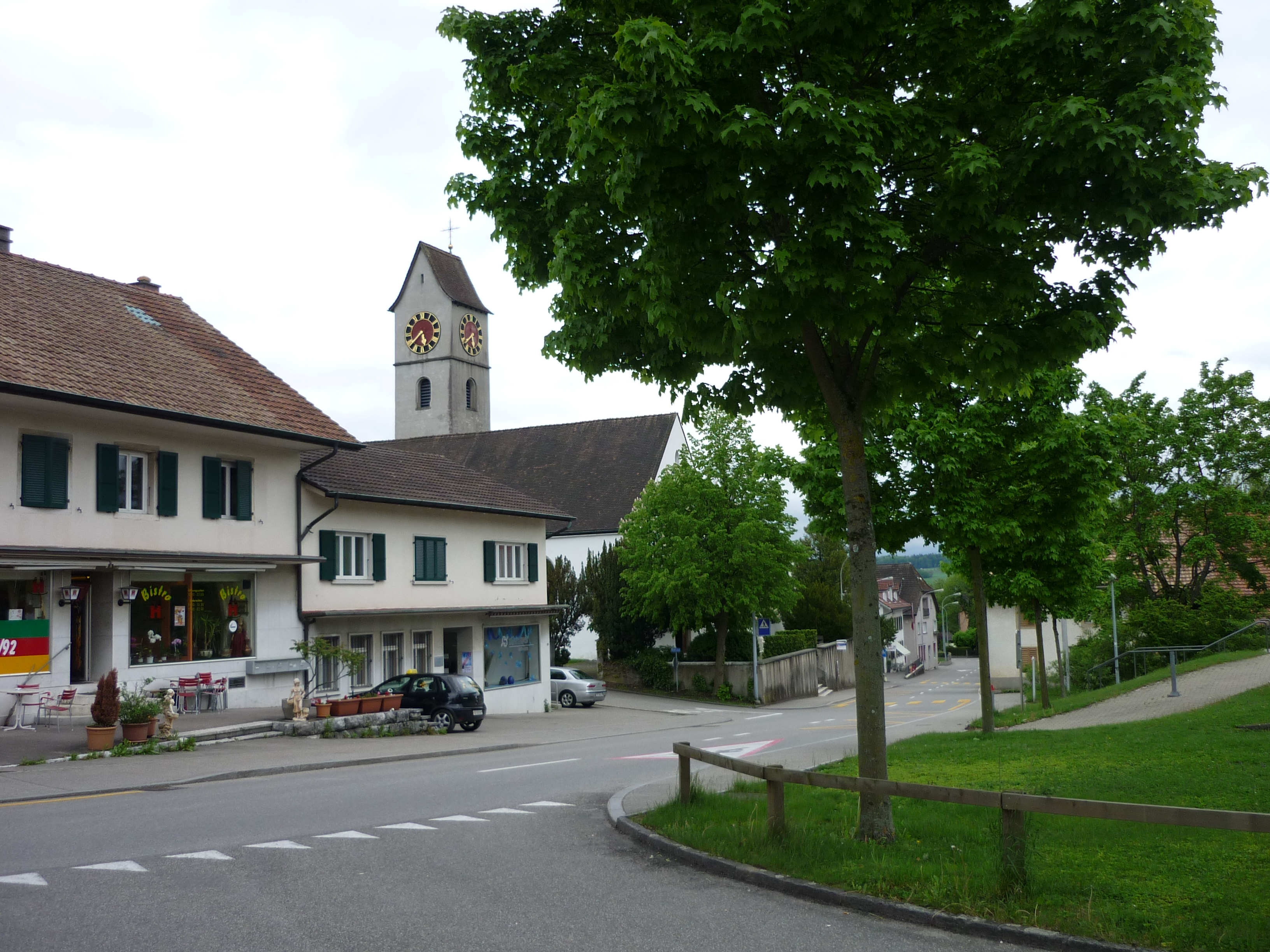

塞爾察赫是瑞士的城鎮，位於該國北部，由索洛圖恩州負責管轄，面積19.48平方公里，海拔高度445米，2012年人口3,130，四成人口信奉羅馬天主教，人口密度每平方公里161人。